# Mathew Beard
Mathew Beard (ur. prawd. 9 lipca 1870, zm. 16 lutego 1985) – Amerykanin, uznawany za najstarszego żyjącego człowieka w latach 1983–1985. Przez wiele lat badacze podważali jego wiek. W 2013 Gerontology Research Group ostatecznie go potwierdziła, ale bez podania wiarygodnego źródła. Według tych danych wiek, którego dożył Beard – 114 lat i 222 dni – byłby rekordem długości życia mężczyzny rasy czarnej oraz mężczyzny w USA. Byłby też pierwszym mężczyzną w historii, który dożył 113 i 114 lat i przez pewien czas najstarszym mężczyzną w historii. Jego wiek pokonał o ponad rok zmarły w 1998 Duńczyk osiadły w USA, Christian Mortensen. Wiek tego drugiego z kolei pobił Japończyk, Jirōemon Kimura (1897–2013).

## Życiorys
Beard urodził się 9 lipca 1870 w Norfolk, w stanie Wirginia. W 1873 przeprowadził się do Missouri, gdzie jako 12-latek podjął pracę w tartaku (1882). W 1887 tymczasowo przeniósł się na Florydę, gdzie pracował na kolei. Brał udział w Wojnie amerykańsko-hiszpańskiej w 1898. W 1907 na stałe osiedlił się na Florydzie, gdzie w 1919 poznał swoją żonę, z którą miał dwanaścioro dzieci. W 1977 przeprowadzono wywiad z Beardem z okazji jego 107. urodzin, przeżył wtedy już żonę oraz czworo dzieci.